# Процесс реабилитации Драголюба Михайловича

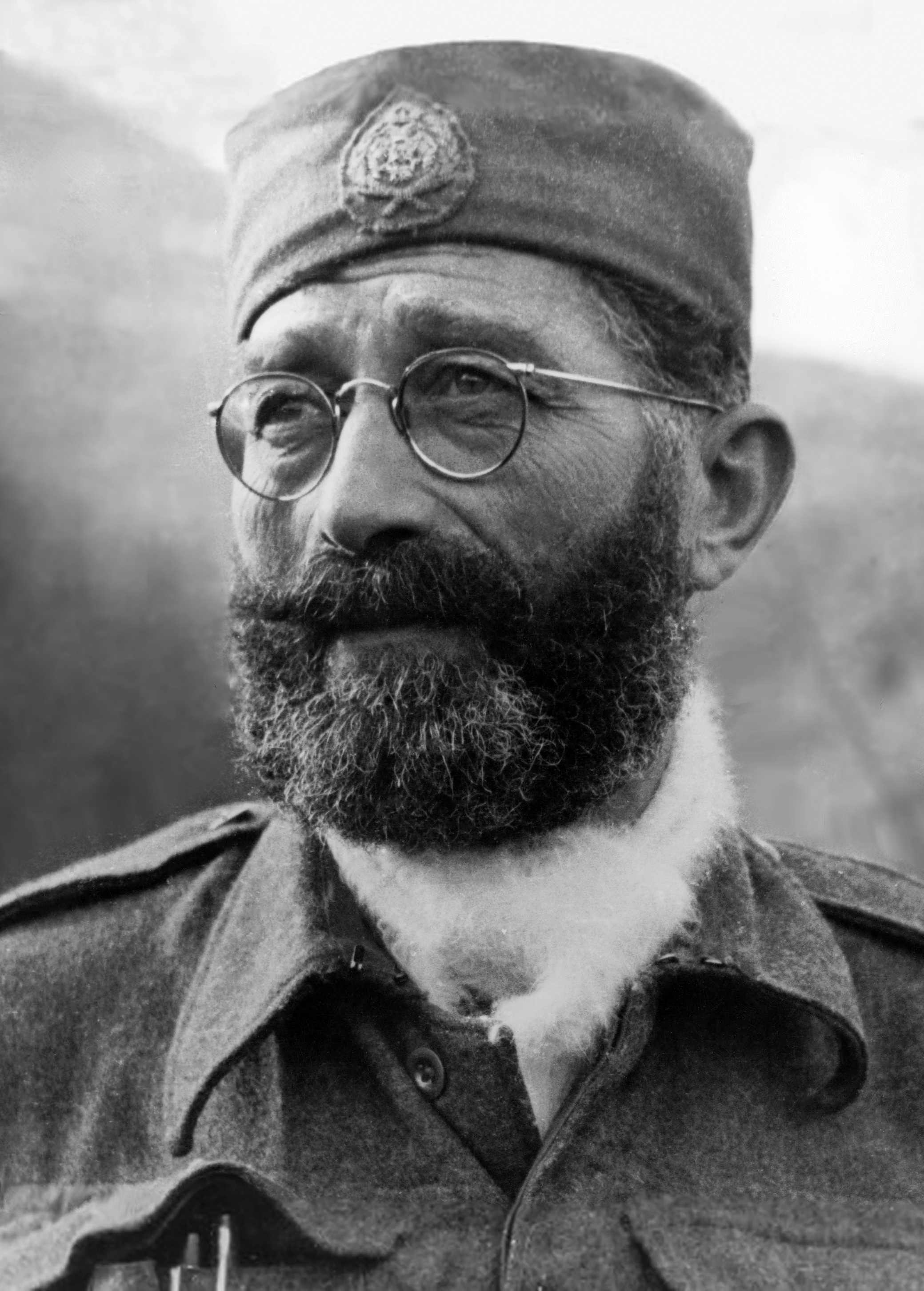
Драголюб Михайлович, главнокомандующий Югославских войск на родине

Процесс реабилитации Драголюба Михайловича (серб. Процес рехабилитације Драгољуба Михаиловића) — судебный процесс в Сербии, шедший с 2006 по 2015 годы в отношении генерала Армии Королевства Югославия Драголюба Михайловича, лидера движения четников во Второй мировой войне. Инициаторы процесса, ведомые внуком генерала Воиславом Михаиловичем, требовали оправдать Драголюба Михайловича, который был расстрелян в 1946 году по приговору суда ФНРЮ как военный преступник, сотрудничавший с коллаборационистами. Процесс начался в 2006 году в Высшем суде Белграда, первое заседание состоялось в 2010 году. 14 мая 2015 суд окончательно оправдал Михайловича и посмертно реабилитировал его.

## Предыстория
Генерал Драголюб Михайлович не принял капитуляцию Королевства Югославии после Апрельской войны и возглавил группу югославских офицеров, солдат и гражданских лиц с целью оказать вооружённое сопротивление оккупантам. Штабом движения стала гора Равна. Правительство Югославии в изгнании вместе с королём Петром II назначило Михайловича верховным главнокомандующим Югославских войск на родине и министром вооружённых сил. Изначально Михайлович сотрудничал с коммунистическими партизанами Иосипа Броза Тито, но последовавший идеологический раскол привёл к тому, что партизаны Тито и четники повернули оружие друг против друга. Четники желали восстановить монархию, партизаны боролись за республику. Чтобы избавиться от партизан, Михайлович пошёл на сотрудничество с коллаборационистским режимом Милана Недича, немецкими и итальянскими войсками и даже заклятыми врагами в лице усташей.
Четники были причастны к ряду военных преступлений против гражданского населения и устроили несколько этнических чисток, но при этом утверждали, что не собираются переходить на сторону немцев: Михайлович рассчитывал после разгрома партизанского движения повернуть оружие против стран оси и изгнать их из Югославии. Четники одновременно спасали пилотов Великобритании и США, которые были сбиты немецкими силами ПВО и люфтваффе, а также помогали советским войскам в плане продвижения к Белграду. Однако после окончания войны они ушли в подполье, не смирившись с властью коммунистов и не признав тот факт, что Пётр II в 1945 году окончательно отказался от поддержки четников. Михайлович был арестован 13 марта 1946. 10 июня начался судебный процесс, по итогам которого Михайлович был признан виновным и приговорён к смерти 15 июля. 17 июля Михайловича расстреляли: точное место казни и захоронения до сих пор являются объектами споров. По наиболее распространённой версии, Михайлович был казнён на Ада Циганлии в Белграде, а труп его был сожжён.

## Начало процесса
В 2006 году в Высшем суде Белграда начался судебный процесс по делу о реабилитации Михайловича. Начало процессу положил внук Драголюба Михайловича Воислав, который пытался установить истину и добиться оправдания его деда, считавший, что Драголюб Михайлович не сотрудничал с нацистами и боролся против них. Реабилитацию поддержали Сербская либеральная партия, лидером которой был академик Сербской академии наук и искусств Коста Чавошки, Содружество ветеранов Югославских войск на родине, Содружество политических заключённых и жертв коммунистического режима, профессор международного права Смиля Аврамов и многие националистические и монархистские движения.
Первое заседание состоялось 26 сентября 2010. Адвокат Воислава Михаиловича и академик Коста Чавошки начали свои выступления с того, что назвали судебный процесс против Михайловича показательным. По их мнению, приговор был политически мотивированным, а Михайловичу вообще не дали права обжаловать приговор и общаться со своим адвокатом. Председатель судебного заседания Александр Иванович проинформировал присутствующих о том, что вторую сторону в процессе будет представлять Ристе Вукович, участник Народно-освободительной войны Югославии. Сторонники Михайловича выступили против этого, заявив, что закон о реабилитации не предусматривает подобных прений.

## Хронология
- 17 июня 2011 Сербское движение обновления провело поминальную службу по Михайловичу в преддверии 65-летия казни на Ада Циганлии, где, как предполагается, был расстрелян Михайлович. Члены движения  установили крест с именем Михайловича. Делегацию составили заместитель председателя движения Срджан Сречкович (министр по делам религии и диаспоры), заместитель председателя Александр Югович и Александр Чотрич.
- 18 июня 2011 на месте тюрьмы на Ада Циганлии начали изучать найденные останки, которые, как предполагается, принадлежали Михайловичу[4][5].
- 21 июля 2011 Сербское движение обновления провело ещё одну поминальную службу. В тот же день команда судмедэкспертов заявила, что найденные останки не принадлежат человеку. Движение обновления назвало подобное заявление экспертов надругательством и напомнило, что на месте расстрела были найдены наручники и курительная трубка[6].
- 10 августа 2011 Институт судебной медицины начал официальное исследование останков генерала Михайловича[7].
- 26 августа 2011 сотрудники Института судебной медицины сообщили о том, что на Аде Циганлии найдены семь следов от выстрелов.
- 27 сентября 2011 Высший суд Белграда заявил, что доказательств о смерти генерала Драголюба Михайловича нет.
- 21 марта 2012 Первый основной суд в Белграде призвал всех, у кого есть какая-либо информация о смерти генерала Драже Михайловича, явиться в течение 30 дней. Документа о расстреле Михайловича в 1946 году не было найдено в архивах, и Верховный суд мог продолжать следствие только в случае наличия свидетельства о смерти[8].
- 25 апреля 2012 Центр социальной деятельности поддержал процесс реабилитации Драголюба Михайловича в Высшем суде.
- 11 мая 2012 процесс начался в Высшем суде Белграда. СМИ ошибочно сообщили о том, что решение уже вынесено: суд потом официально опроверг заявления СМИ, сообщив, что процесс продолжается.
- 22 июня 2012 началось новое слушание в Высшем суде, на котором выступил историк Боян Димитриевич. Он заявил, что множество документов о суде над Михайловичем, датируемые 1946 годом, были сфальсифицированы и что в немецких архивах Михайлович фигурирует как лидер сопротивления. На слушании должны были выступить Коста Николич и Веселин Джуретич, однако их выступление было отложено до следующего слушания. Суд заявил, что принял запрос от Содружества ветеранов Народно-освободительной войны Югославии, от которого на суде должны были выступить свидетели Миодраг Зечевич и Бранко Латас.

## Документы из Великобритании и США
Во время суда над Михайловичем в 1946 году в защиту генерала выступили США и Великобритания. Госдеп США 30 марта 1946 отправил Министерству иностранных дел Югославии ноту, в которой призвал допросить американских свидетелей защиты Михайловича. В сообщении Госдепа были перечислены действия Михайловича, направленные на помощь антигитлеровской коалиции (в том числе и спасение американских летчиков). ФНРЮ отказала американцам в разрешении допросить лётчиков, заявив, что факт сотрудничества Михайловича с нацистами уже доказан в ходе судебных процессов над его офицерами и что совершённые преступления слишком серьёзные, чтобы настаивать на каком-либо оправдании. Давление президента США Гарри Трумэна не повлияло на суд. В мае 1946 года показания британских лётчиков были предоставлены и Форин-офисом Великобритании: британцы призвали вызвать в суд трёх британцев как защитников Михайловича. Представленные американские и британские документы позднее Высший суд Белграда приобщил к делу о реабилитации Михайловича.

## Отношение к реабилитации
Процесс реабилитации освещался широко телевидением, радио и прессой Сербии и других стран Балканского полуострова. Общество разделилось в плане оценки деятельности Михайловича.

### Сторонники
В защиту Драголюба Михайловича выступали Сербская либеральная партия, Содружество ветеранов Югославских войск на родине, Содружество политических заключённых и жертв коммунистического режима и ряд представителей интеллигенции. 22 марта 2012 на сербском телевидении вышла программа «Да, возможно, нет» (серб. Да можда не), посвящённая вопросу деятельности Михайловича. В программе выступили член Союза антифашистов Сербии Горан Деспотович, государственный секретарь Министерства правосудия Слободан Хомен, сербский историк Боян Дмитриевич и хорватский историк и руководитель еврейской общины Загреба Иво Голдштейн (телемост с Загребом). Хомен и Димитриевич выступали в защиту Михайловича, представляя документы о фактах, опровергающих его сотрудничество с оккупационными войсками и администрацией. Деспотович и Голдштейн же доказывали, что Михайлович был коллаборационистом. Ведущие передачи также взяли интервью у руководителей парламентских партий Сербии и узнали их мнение о том, будет ли реабилитирован Драголюб Михайлович; свою поддержку реабилитации выразили Сербское движение обновления и Сербская радикальная партия.
В передаче проводились следующие интерактивные опросы:
- Боролся ли Дража Михайлович против оккупантов или сотрудничал с ними?[11]

| Боролся | Сотрудничал | Боролся и сотрудничал | Трудно сказать |
| ------- | ----------- | --------------------- | -------------- |
| 31,2%   | 16,6%       | 8,8%                  | 43,4%          |

- Кто был главным противником четников Михайловича: немцы или партизаны?[11]

| Немцы | Партизаны | И те, и другие | Ни те, ни другие | Трудно сказать |
| ----- | --------- | -------------- | ---------------- | -------------- |
| 26,3% | 32,0%     | 9,0%           | 1,0%             | 31,7%          |

- Вы поддерживаете реабилитацию Дражи Михайловича?[11]

| Да    | Возможно | Нет   | Трудно сказать |
| ----- | -------- | ----- | -------------- |
| 43,3% | 6,1%     | 15,6% | 34,9%          |

- Должно ли государство отыскать могилу Драже Михайловича?[11]

| Да    | Возможно | Нет  | Трудно сказать |
| ----- | -------- | ---- | -------------- |
| 68,2% | 5,2%     | 8,6% | 18,0%          |

В поддержку реабилитации Михайловича выступил также сербский историк Йован Пейин, который 19 марта 2012 в эфире хорватского телевидения HRT заявил, что Михайлович не сотрудничал с оккупантами. В дискуссию ввязались несколько историков из Хорватии, утверждавших обратное и говоривших о военных преступлениях четников в Далмации. Пейин заявил о том, что четники всего лишь защищали сербское гражданское население от усташского террора и свидетельствами тому являются итальянские архивы. Движение «Двери српске» призвало реабилитировать Михайловича как героя Сербии, участвовавшего в обеих Балканских и обеих мировых войнах. А сербское движение «Образ» даже организовало акции в поддержку реабилитации Михайловича.

### Противники
Основу лагеря противников реабилитации Михайловича составили коммунисты (Новая коммунистическая партия Югославии, Союз коммунистической молодёжи Югославии), антивоенное движение «Женщины в чёрном», Анархо-синдикалистская инициатива и многие другие. Их аргументом было то, что военные преступления не имеют срока давности, а следовательно, Михайлович был осуждён по всем законам и не мог быть посмертно оправдан.
Против реабилитации активно выступал Союз антифашистских ветеранов и антифашистов Хорватии, называвший реабилитацию Михайловича надругательством над памятью всех, кто погиб в борьбе с фашистами. Эту идею также осудили объединения ветеранов НОАЮ в Словении и Боснии и Герцеговине. Председатель Союза объединений «Иосип Броз Тито» Томислав Бадовинац сказал, что реабилитация Михайловича может обострить отношения между всеми странами бывшей Югославии.
Одна из акций против реабилитации Михайловича состоялась 22 июня 2012 года. Против реабилитации выступили множество политиков Хорватии, считавшие Михайловича преступником и опасавшиеся возможного роста профашистских настроений в Сербии: министр иностранных дел Весна Пусич, премьер-министр Зоран Миланович и президент Иво Йосипович. Хорватское демократическое содружество потребовало даже отозвать хорватского посла из Белграда.

## Окончательное решение
14 мая 2015 года Высший суд Белграда оправдал по всем статьям Драголюба Михайловича, признав смертный приговор Верховного суда ФНРЮ от 15 июля 1946 года недействительным, равно как и его юридические последствия. После слов судьи Александра Трешнева «Драголюб Михайлович признан невиновным» в зале раздались аплодисменты и одобрительные крики. Суд признал приговор политически и идеологически мотивированным, а также подтвердил, что представители исполнительной власти вмешивались в деятельность суда. Решение Высшего суда Белграда признано окончательным и не подлежащим дальнейшему обжалованию.